# Noskowo-2
Noskowo-2 (ros. Носково-2) – wieś (dieriewnia) w Rosji, w obwodzie smoleńskim, w rejonie monastyrszczyńskim. W 2021 liczyła 184 mieszkańców.